# Piers Courage

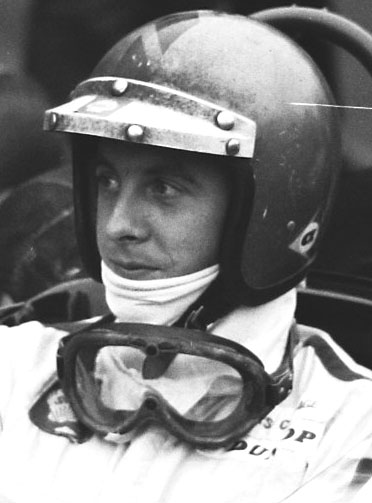
Piers Courage

Piers Raymond Courage (Colchester, 27 mei 1942 – Zandvoort, 21 juni 1970) was een Brits Formule 1-coureur. Tussen 1967 en 1970 reed hij 29 Grands Prix voor de teams van Lotus, BRM, Brabham en DeTomaso.

## Carrière
Op 21 juni 1970 verongelukte Courage tijdens de Grand Prix van Nederland. Tijdens zijn 22-ste ronde brak op de hobbel van Tunnel Oost een onderdeel van de voorwielophanging van zijn DeTomaso, waardoor de wagen onbestuurbaar werd en zich rechtuit in het duin aan de linkerzijde van de baan boorde. Daarbij desintegreerde de wagen totaal, brak de motor van de monocoque en vloog de wagen in brand. Een van de voorwielen brak af en raakte de helm van Courage, die daardoor van zijn hoofd werd gerukt. De impact hiervan was zo hevig, dat Courage vrijwel zeker al dood was, voordat zijn bolide in brand vloog.